# Великопольське повстання

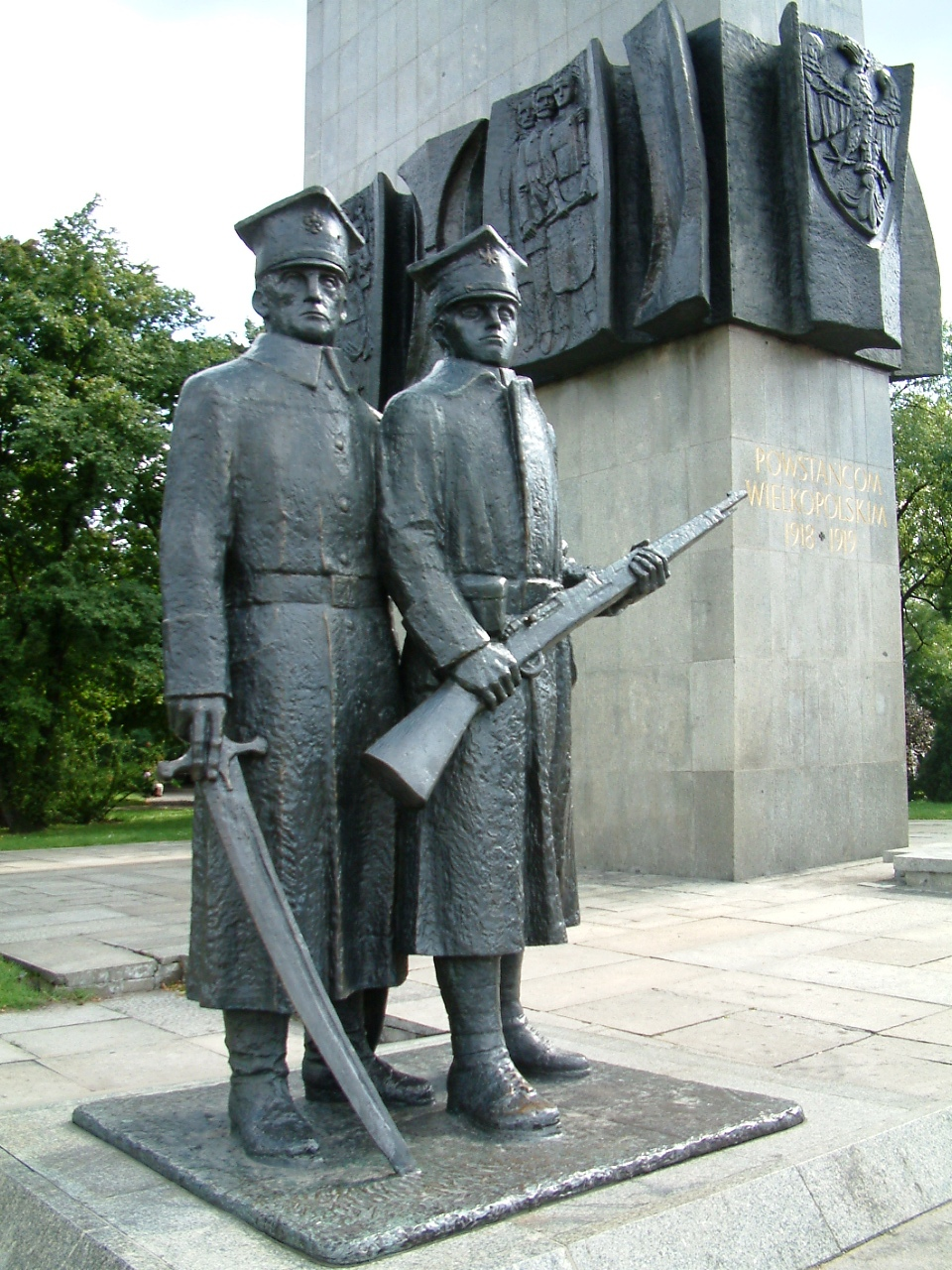
Пам'ятник учасникам повстання в Познані

Великопольське повстання (пол. Powstanie Wielkopolskie, нім. Großpolnischer Aufstand), також Познанське повстання 1918—1919 років — збройне повстання поляків у провінції Позен (Великопольща) проти Німеччини, ціллю якого було приєднання великопольських земель до відродженої Польської Республіки.
Повстання почалося 27 грудня 1918 року в Познані і швидко охопило всю Великопольщу.
6 січня 1919 року німецький гарнізон Познані капітулював перед польськими повстанцями.
У лютому 1919 року Комісаріат Верховної Народної Ради оголосив мобілізацію і після неї чисельність Великопольської армії зросла до 70 000 осіб.
Повстання закінчилося перемогою поляків, підписанням 16 лютого 1919 р. перемир'я в місті Трір.

## Знаки розрізнення військових чинів великопольських повстанців

Рядовий (Szeregowiec armii wielkopolskiej)
Старший рядовий (Starszy szeregowiec armii wielkopolskiej)
Капрал (Kapral armii wielkopolskiej)
Взводний (Plutonowy armii wielkopolskiej)
Сержант (Sierżant armii wielkopolskiej)
Штабний сержант (Sierżant sztabowy armii wielkopolskiej)
Підпоручник (Podporucznik armii wielkopolskiej)
Поручник (Porucznik armii wielkopolskiej)
Капітан (Kapitan armii wielkopolskiej)
Підполковник (Podpułkownik armii wielkopolskiej)